# Pseudophegopteris microstegia
Pseudophegopteris microstegia là một loài thực vật có mạch trong họ Thelypteridaceae. Loài này được (Hook.) Ching miêu tả khoa học đầu tiên năm 1983.